# Oryzias chenglongensis
Oryzias chenglongensis é uma espécie de peixe da família Adrianichthyidae, descrita por I-Shiung Chen e Hong-TH Ai. A espécie é endêmica do oeste de Taiwan e foi descoberta em habitats salobros, como zonas úmidas e estuários com salinidade entre 20–30. No entanto a espécie também pode sobreviver em água doce, sugerindo uma possível distribuição mais ampla em ambientes de baixa salinidade. Oryzias chenglongensis é considerada rara e enfrentando ameaças ecológicas significativas, pertence ao gênero Oryzias, que inclui pequenos peixes conhecidos como "peixes-arroz". A nova espécie, Oryzias chenglongensis, pode ser distinguida de outros congêneres por uma combinação única de características morfológicas, incluindo: Numero de raios das nadadeiras: 6 raios nadadeira dorsal (6 vistos no holótipo); 19-20 raios nadadeira anal; 6 raios nadadeira pélvica; 10 raios nadadeira peitoral; raios principais da nadadeira caudal i,4/5,i (i,4/5,i). Corpo comprimido lateralmente, apresentando uma profundidade acentuada na origem das nadadeiras pélvica e anal. Membrana entre o 5º e 6º raios da nadadeira dorsal sem entalhe distinto no macho adulto. Coloração corporal translúcido, variando entre verde-amarelado claro ou marrom, com pequenos pontos escuros. Possui uma linha pontilhada estreita ao longo do meio do corpo, estendendo-se até a vertical acima da nadadeira pélvica. Marca preta em forma de "T" na base da nadadeira caudal nos machos. Opérculo e região pré-peitoral prateados, sem escamas prateadas ao longo do corpo, lábios cinza ou amarelo cremoso, olho com tonalidade prateada azulada na região dorsal.
A espécie é restrita ao oeste de Taiwan, com registros confirmados no Chenglong Wetland, no Condado de Yunlin. Pouco se sabe sobre o comportamento específico da espécie. Entretanto, assim como outros membros do gênero Oryzias, é provável que seja diurno e habite águas rasas com vegetação aquática. Sua dieta é desconhecida, mas presume-se que inclua pequenos invertebrados e zooplâncton, semelhante a outras espécies da mesma família. A espécie é considerada rara e enfrenta graves ameaças ecológicas, incluindo: degradação de zonas úmidas devido à urbanização e poluição. Além disso, há competição com espécies exóticas invasoras, como killifishes americanos (Fundulus spp.) que competem por recursos e habitat.  
Para mitigar os riscos de extinção, foram implementadas iniciativas de reprodução em cativeiro no National Taiwan Ocean University (NTOU). Essas ações buscam garantir a preservação da espécie e possibilitar futuras estratégias de reintrodução na natureza. 